# Daniela Luján
Daniela Barrios Rodríguez (Ciudad de México, 5 de abril de 1988), conocida como Daniela Luján, es una actriz y cantante mexicana.

## Biografía
En 1993, participa en el programa educativo Plaza Sésamo. Le siguieron participaciones en la telenovela La dueña y en la película Entre Pancho Villa y una mujer desnuda.
En 1996 protagoniza la telenovela Luz Clarita y, al mismo tiempo, graba su primer disco titulado La luz más clarita, en el que interpreta temas de corte infantil. Se desprende de él un show y la obra de teatro El sueño de una flor. Posteriormente, en 1998, obtiene su primer papel protagónico en el cine con la película Angelito mío. Así mismo, graba la banda sonora de la película. En Puerto Rico graba la miniserie titulada Después del adiós, interpretando a una pequeña sordomuda. También en 1998 y 1999, protagonizó El diario de Daniela, junto a Martín Ricca.
Lanza, a la par de la serie, el disco El diario de Daniela.[cita requerida]
Realiza su siguiente producción discográfica denominada Por un mundo mejor.
En 2000, hace una aparición en De nuez en cuando, cantando el himno al amarrado de las agujetas.
Más tarde, tiene una participación especial en la telenovela Primer amor... a mil x hora, junto a Anahi y Kuno Becker. Así mismo, graba otra producción que lleva por nombre Cor@zón.com. Con este disco se da la transición de niña a adolescente. Mientras tanto, en Brasil, graba esta misma producción discográfica en portugués.
Durante los primeros meses del año 2002, participó como locutora del programa juvenil Alebrije kids.
En ese mismo año, participó interpretando el doble papel de Silvana y Mariana en la telenovela Cómplices al rescate, de la productora Rosy Ocampo. Daniela se integró a esta telenovela después de que Belinda dejó su papel. Luego, realizó la gira oficial de Cómplices al rescate.
Al poco tiempo, aparece brevemente en los últimos días de Cómplices al rescate, siendo «padrinos» de los niños de la primera generación del concurso infantil musical Código FAMA (nueva versión de Juguemos a cantar).
Participó como protagonista de la obra musical ¿En dónde está el Mago de Oz?.
En 2004, firma con Edgardo Díaz Meléndez, creador de Menudo, para gestionar su carrera artística.
En junio de 2005, participó en otra obra musical, en esta ocasión llamada Centella, tierra de magia y estrellas.
A principios del 2006, condujo el programa infantil Kids 4 tv. 
Desde el 22 de marzo de 2007, en el Canal de las Estrellas, participó en la producción de Jorge Ortiz de Pinedo Una familia de diez, en la cual interpretó a Gaby. 
A principios del 2008, realiza el papel de Cenicienta en Cenicienta, un musical para soñar. Ya en la segunda mitad del mismo año, protagoniza La sirenita, el musical más divertido bajo el mar en patines. Ambas obras con la participación de José Joel y Miguel Ángel Valles. Al mismo tiempo, participa en la obra Radio Patito, presentada en el Polyforum, Ciudad de México.
En 2009, participa en la obra de teatro Camisa de fuerza. Después, se encontró en la obra de teatro El juego. En 2011 participa en el reality Amigos y rivales, en Perú, del cual resultó ganadora.
En 2012, participa del reality Desafío internacional, también en Perú.
En febrero de 2017, regresó a Univision para convertirse en la capitana de Pequeños Gigantes USA.
En 2019 regreso a la televisión en la segunda temporada de Una familia de diez, estrenada el 25 de agosto por Canal de las Estrellas, en la que interpreta a Gaby.
En 2023 protagonizó la miniserie "Un pequeño gran viaje", programa que se transmite en TNT.
En 2024 regresa a las telenovelas y protagoniza junto a Ariadne Díaz y María Chacón la telenovela Papás por conveniencia.

## Trayectoria artística

### Filmografía
| Cine        | Cine                                  | Cine                                          |
| Año         | Título                                | Personaje                                     |
| ----------- | ------------------------------------- | --------------------------------------------- |
| 1998        | Angelito mío                          | María de las Estrellas                        |
| 2017        | Sobre tus huellas                     | Carolina                                      |
| Doblaje     |                                       |                                               |
| Año         | Título                                | Personaje                                     |
| 2016        | Trolls                                | DJ Suki (doblaje de voz)                      |
| 2020        | Los Croods 2: una nueva era           | Alba Siemprebién (doblaje de voz)             |
| Telenovelas |                                       |                                               |
| Año         | Título                                | Personaje                                     |
| 1995        | La dueña                              | Regina Villareal Montenegro (niña)            |
| 1996-1997   | Luz Clarita                           | Luz Clara Gonzalo Vertis, Luz Clarita         |
| 1998        | Gotita de amor                        | Daniela                                       |
| 1998-1999   | El diario de Daniela                  | Daniela Monroy                                |
| 2000-2001   | Primer amor a mil x hora              | Sabrina Luna Guerra                           |
| 2002        | Cómplices al rescate                  | Mariana Cantú /Silvana del Valle Ontiveros #2 |
| 2009        | Sortilegio                            | Lissete Albarrán                              |
| 2013        | De que te quiero, te quiero           | Karina Montiel                                |
| 2018        | Por amar sin ley                      | Valeria Ocampo                                |
| 2024-2025   | Papás por conveniencia                | Clara Luz Monroy                              |
| Programas   |                                       |                                               |
| Año         | Título                                | Personaje                                     |
| 1993        | Plaza Sésamo                          | María                                         |
| 2003        | Mujer, casos de la vida real          | Patricia (Paty)                               |
| 2004        | La Jaula                              | Quinceañera                                   |
| 2007-2023   | Una familia de diez                   | Gabriela «Gaby» del Valle de López            |
| 2008-2010   | La rosa de Guadalupe                  | Aura/Angélica/Carolina                        |
| 2011-2014   | Como dice el dicho                    | Ingrid/Claudia                                |
| 2012        | Historias delirantes                  | Invitada                                      |
| 2017        | Pequeños gigantes USA                 | Preparadora                                   |
| 2022-2024   | ¿Tú crees?                            | Gabriela «Gaby» del Valle de López            |
| 2024        | ¿Quién es la máscara?                 | Huesito Peligroso                             |
| Teatro      |                                       |                                               |
| Año         | Obra                                  | Personaje                                     |
| 1996        | Luz Clarita en el país de la fantasía | Luz Clara de la Fuente Vertis                 |
| 1997        | El sueño de una flor                  |                                               |
| 1998        | Caperucita Roja                       | Caperucita Roja                               |
| 2003        | En dónde está el Mago de OZ           | Doroty                                        |
| 2004        | Ariel, una tierna historia de mar     | Ariel                                         |
| 2005        | Centella, tierra de magia y estrellas | Princesa Catite                               |
| 2006-2007   | Vaselina                              | Licha/Sonia                                   |
| 2008        | La Cenicienta                         | Cenicienta                                    |
| 2008        | Radio Patito                          | Locutora                                      |
| 2009        | Camisa de fuerza                      | Enfermera                                     |
| 2009        | Abracadabra                           | Alexis                                        |
| 2009-2010   | Cuentos para un día de sol            | Trapitos                                      |
| 2010        | El juego                              | Danny Fresita                                 |
| 2010        | Cenicienta, el musical                | Cenicienta                                    |
| 2011        | Reflekta                              |                                               |
| 2011-2012   | 12 princesas en pugna                 | Cinco princesas                               |
| 2012        | Amor sincero                          | Daniela                                       |
| 2012        | El efecto de los rayos gamma          | Ruth                                          |
| 2014-2015   | Lluvia de alegrías                    | Maya                                          |
| 2015        | Una familia de diez                   | Gaby del Valle de López                       |
| 2016        | Carrie, el musical                    | Carrie White                                  |
| 2016-2017   | Verdad o reto: el musical             | Chiquitere y Macarena                         |
| 2017        | La tiendita de los horrores           | Audrey                                        |
| 2018        | La estética del crimen                | Bárbara                                       |
| 2018        | Cosas de papá y mamá                  | Luisa                                         |

## Discografía

### Álbumes de estudio
- Tanta mujer (2009)
- Cor@zón.com (2001)
- Por un mundo mejor (1999)

### Bandas sonoras
- Cómplices al rescate: El gran final (2002)
- El diario de Daniela (1998)
- Angelito mío (1997)
- La luz más clarita (1997)
- Luz Clarita (1997)

### Compilaciones
- Éxitos y más de... (2001)

### Otros álbumes
- La sirenita, el musical  (2008)
- Cenicienta, un musical para soñar (2008)
- Vaselina 2Mil7 (2007)
- Vaselina 2Mil6 (2006)
- Centella, tierra de magia y estrellas (2005)

## Duetos
- Grupo Maravilla de Robin Revilla-Tanta mujer. Versión cumbia (2009).
- Azara-Lento (2010).
- Carlos Macías-El triste (2011).
- Los Luises-Con los ojos cerrados (biografía). Canción y video para Universal Music (2011).

### Premios TVyNovelas
| Año  | Categoría                | Telenovela  | Resultado |
| ---- | ------------------------ | ----------- | --------- |
| 1997 | Mejor actuación infantil | Luz Clarita | Ganadora  |

### Premios Califa de Oro 2009
| Categoría    | Telenovela | Resultado |
| ------------ | ---------- | --------- |
| Mejor actriz | Sortilegio | Ganadora  |